# Bounce (àlbum)
Bounce és el desè disc de Bon Jovi inspirat en els atemptats al World Trade Center de Nova York, l'11 de setembre de 2001. Produït per Luke Ebbin, Jon Bon Jovi i Richie Sambora, l'àlbum va ser llançat el 8 d'octubre de 2002, amb el senzill "Everyday".

## Llista de cançons
| N. | Títol                 | Durada |
| -- | --------------------- | ------ |
| 1  | Undivided             | 3:53   |
| 2  | Everyday              | 3:00   |
| 3  | The Distance          | 4:48   |
| 4  | Joey                  | 4:54   |
| 5  | Misunderstood         | 3:30   |
| 6  | All About Lovin' You  | 3:46   |
| 7  | Hook Me Up            | 3:54   |
| 8  | Right Side Of Wrong   | 5:50   |
| 9  | Love Me Back To Life  | 4:09   |
| 10 | You Had Me From Hello | 3:50   |
| 11 | Bounce                | 3:12   |
| 12 | Open All Night        | 4:19   |